# Христич, Никола
Никола Христич (серб. Никола Христић; 10 августа 1818, Сремска-Митровица, Военная граница — 26 ноября 1911, Белград) — сербский дипломат и политик; был премьер-министром Княжества Сербия, а затем ещё трижды (с перерывами) занимал должность  главы правительства в Королевстве Сербия.

## Биография
Никола Христич родился 10 августа 1818 года в городе Сремска-Митровица. Учился сперва в Вене, потом в Париже. 
В 1858 году Христич был назначен членом государственного совета Сербского княжества.
В 1859 году стал секретарём сербского князя Милоша Обреновича. 
После 1860 года он был несколько раз министром иностранных дел Сербии, в 1870—1873 гг. послом в Константинополе, в 1873—1874 гг. министром народного просвещения, в 1878—1883 гг. посланником сперва в Константинополе, потом в Вене и в Лондоне. 
Христич был главой немногочисленной, но в 1870-х—1880-х гг. довольно влиятельной консервативной партии; верный сторонник Обреновичей и в частности короля Милана Обреновича, он охотно исполнял все его желания, не стесняясь ни законностью, ни гуманностью, не боясь всеобщей горячей ненависти, которую он возбуждал к себе. Но эта ненависть стесняла даже самого Милана, который решался назначать своего верного сторонника на видные посты только в критические моменты. 

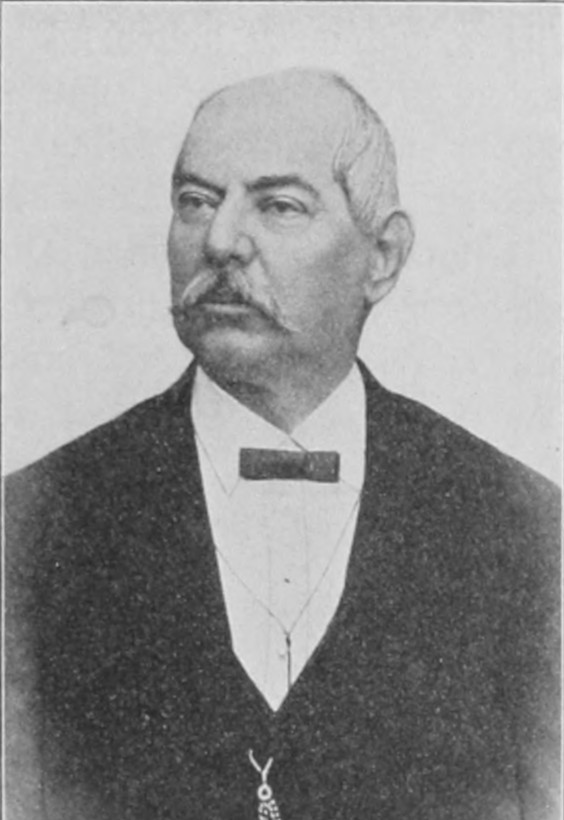
Никола Христич

Такой момент наступил в октябре 1883 года, когда страна находилась накануне восстания. Поспешно вызванный из Лондона, Христич сформировал новый кабинет министров. Этот кабинет объявил страну на осадном положении, быстро усмирил восстание и провел процесс, по которому 94 человека были приговорены к смертной казни, 800 — к другим наказаниям (казнен, однако, никто не был). В феврале 1884 года Христич получил отставку, так как необходимость в нём миновала; он стал во главе управления народным банком. 
В 1888 году, когда правительство Милана было накануне окончательного краха и сам Милан признал необходимость уступок, он вновь поручил формирование кабинета Христичу в надежде, что тому удастся спасти его власть. Надежда эта не оправдалась; выборы в скупщину, несмотря на грубые фальсификации, произведенные Христичем и его командой, дали значительное большинство радикалам. Сам Христич по настоянию Милана провел в декабре 1888 года новую конституцию и в январе 1889 года подал в отставку; его место занял Сава Груич, которому было поручено проведение в жизнь новой конституции. 
9 мая 1894 года (по старому стилю), когда король Александр Обренович произвел государственный переворот, состоявший в отмене конституции 1889 года, Христич был назначен председателем государственного совета, а через несколько месяцев ему было поручено формирование кабинета. Во время управления страной он произвел массу арестов, провел с полным нарушением законности несколько политических процессов, беспрестанно конфисковал номера газет, произвольно разгонял городские и общинные советы и т. д. Но ему не удалось спасти Сербию от финансового кризиса; в 1895 году он вынужден был выйти в отставку и был вновь назначен председателем государственного совета. В 1901 году он окончательно ушёл из большой политики.
Никола Христич умер 26 ноября 1911 года в городе Белграде.